# Monstres invisibles (film, 1958)
Pour les articles homonymes, voir Monstres invisibles.
Pour plus de détails, voir Fiche technique et Distribution.
Monstres invisibles (titre original : Fiend Without a Face) est un film britannique mêlant science-fiction et horreur, réalisé par Arthur Crabtree, sorti en 1958.

## Synopsis
Durant les essais d'un radar expérimental dans une base militaire au Manitoba, des fermiers du voisinage meurent dans d'étranges circonstances. L'autopsie révèle que les cadavres n'ont plus de cerveau ni moelle épinière et, pour toute blessure, un tout petit trou à la base de la nuque. Le major Jeff Cummings (Marshall Thompson) va mener une enquête afin de comprendre les raisons de ce phénomène...

## Fiche technique
- Titre original : Monstres invisibles
- Titre en français : Fiend Without a Face
- Réalisation : Arthur Crabtree
- Scénario : Herbert J. Leder, d'après une nouvelle d'Amelia Reynolds Long
- Production : John Croydon
- Musique : Buxton Orr
- Photographie : Lionel Banes
- Montage : R.Q. McNaughton
- Distribution : Metro-Goldwyn-Mayer (Cinéma), Criterion (DVD Zone 1)
- Pays d'origine : Royaume-Uni
- Langue : Anglais
- Format : 1.66:1 - noir et blanc
- Durée : 75 minutes
- Genre : Science-fiction, Horreur
- Date de sortie : 
  - Royaume-Uni : décembre 1958
  - France : 24 juin 1960

## Distribution
- Marshall Thompson : Major Cummings
- Terry Kilburn : Capitaine Chester
- Michael Balfour : Sergent Kasper
- Gil Winfield : Dr Warren
- Shane Cordell : l'infirmière
- Stanley Maxted : Colonel Butler
- James Dyrenforth : Le maire
- Peter Madden : Dr Bradley